# Cazouls-d'Hérault
Cazouls-d'Hérault (en occitan Càsols d'Erau) est une commune française située dans le centre du département de l'Hérault, en région Occitanie.
Exposée à un climat méditerranéen, elle est drainée par l'Hérault, la Boyne, le ruisseau de Merderic.
Cazouls-d'Hérault est une commune rurale qui compte 413 habitants en 2022. Elle fait partie de l'aire d'attraction de Pézenas. Ses habitants sont appelés les Cazoulins et Cazoulines.

## Géographie

### Localisation

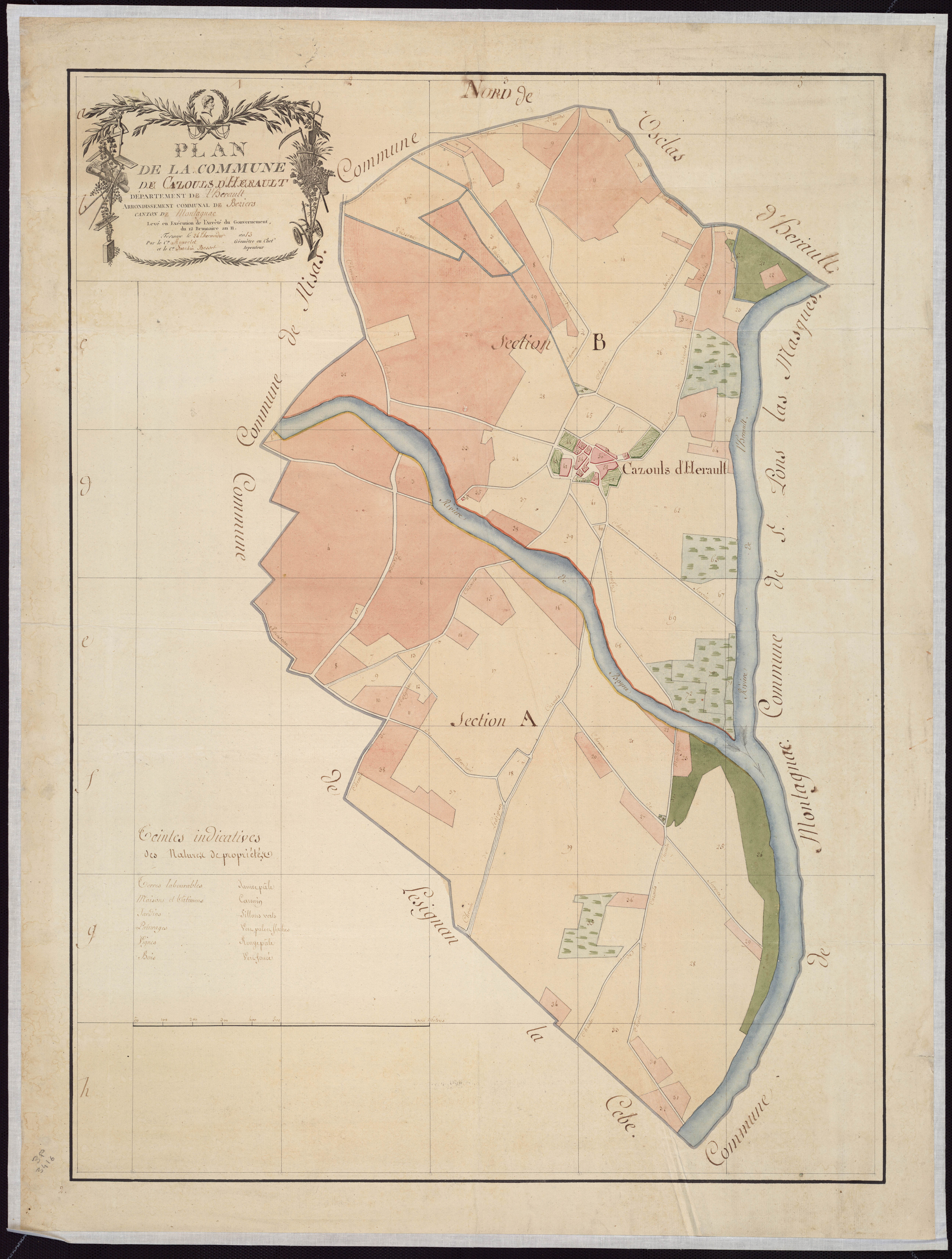
Plan par masse de culture (an XIII).

Cazouls-d'Hérault est un village situé dans la vallée de l'Hérault. Le territoire est traversé par l'autoroute  A75 .

### Communes limitrophes
Les communes limitrophes sont  Lézignan-la-Cèbe, Montagnac, Nizas, Paulhan et Usclas-d'Hérault.
| Paulhan          | Usclas-d'Hérault  |           |
| Nizas            | Cazouls-d'Hérault | Montagnac |
| Lézignan-la-Cèbe | Montagnac         |           |

### Climat
Pour des articles plus généraux, voir Climat de l'Occitanie et Climat de l'Hérault.
En 2010, le climat de la commune est de type climat méditerranéen franc, selon une étude s'appuyant sur une série de données couvrant la période 1971-2000. En 2020, Météo-France publie une typologie des climats de la France métropolitaine dans laquelle la commune est exposée à un climat méditerranéen et est dans la région climatique  Provence, Languedoc-Roussillon, caractérisée par une pluviométrie faible en été, un très bon ensoleillement (2 600 h/an), un été chaud (21,5 °C), un air très sec en été, sec en toutes saisons, des vents forts (fréquence de 40 à 50 % de vents > 5 m/s) et peu de brouillards.
Pour la période 1971-2000, la température annuelle moyenne est de 14,8 °C, avec une amplitude thermique annuelle de 16,2 °C. Le cumul annuel moyen de précipitations est de 630 mm, avec 5,8 jours de précipitations en janvier et 2,5 jours en juillet. Pour la période 1991-2020, la température moyenne annuelle observée sur la station météorologique la plus proche, située sur la commune de Tourbes à 9,25 km à vol d'oiseau, est de 15,2 °C et le cumul annuel moyen de précipitations est de 607,5 mm,. Pour l'avenir, les paramètres climatiques de la commune estimés pour 2050 selon différents scénarios d'émission de gaz à effet de serre sont consultables sur un site dédié publié par Météo-France en novembre 2022.

### Milieux naturels et biodiversité
Aucun espace naturel présentant un intérêt patrimonial n'est recensé sur la commune dans l'inventaire national du patrimoine naturel,,.

## Urbanisme

### Typologie
Au 1er janvier 2024, Cazouls-d'Hérault est catégorisée commune rurale à habitat dispersé, selon la nouvelle grille communale de densité à sept niveaux définie par l'Insee en 2022.
Elle est située hors unité urbaine. Par ailleurs la commune fait partie de l'aire d'attraction de Pézenas, dont elle est une commune de la couronne,. Cette aire, qui regroupe 8 communes, est catégorisée dans les aires de moins de 50 000 habitants,.

### Occupation des sols

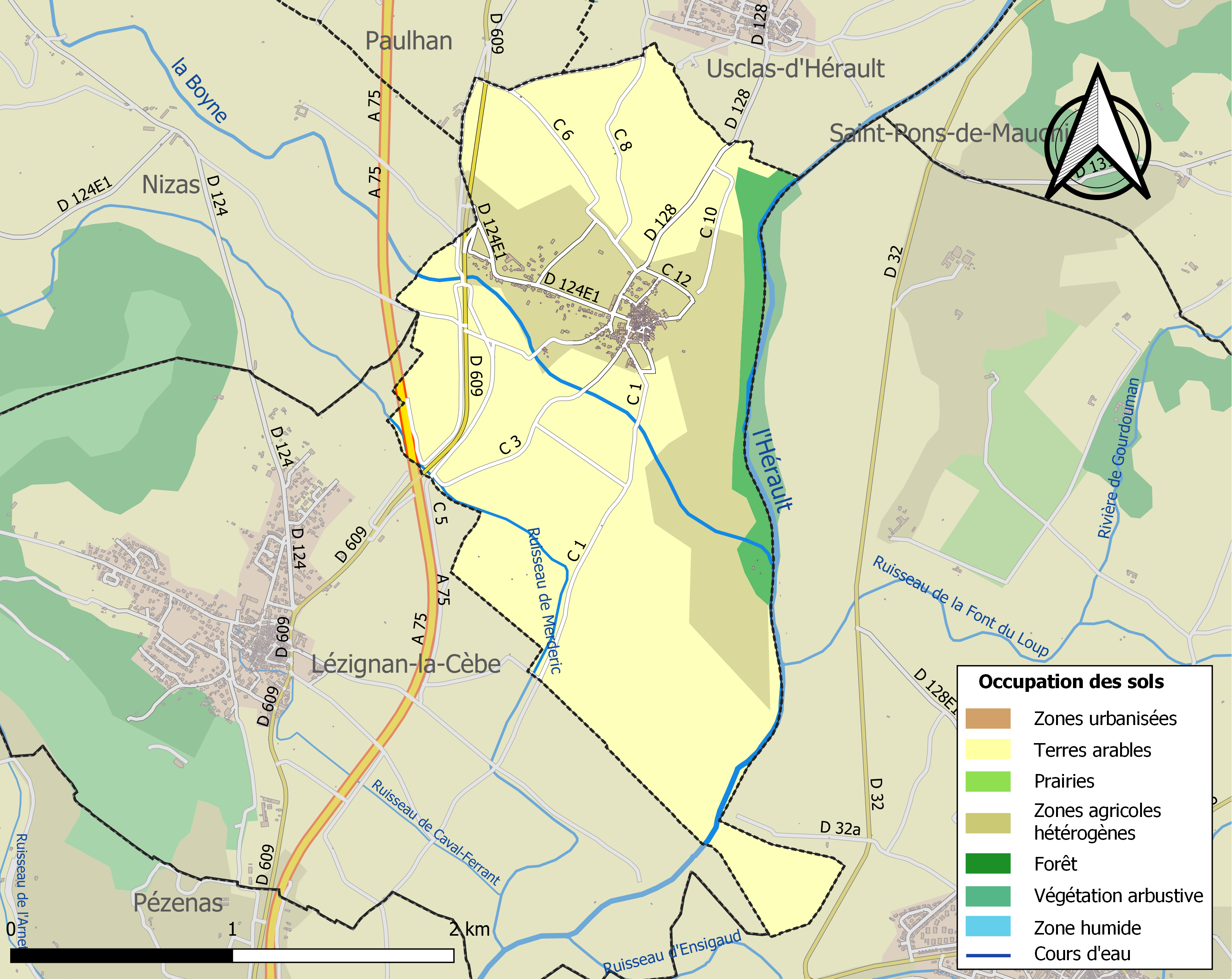
Carte des infrastructures et de l'occupation des sols de la commune en 2018 (CLC).

L'occupation des sols de la commune, telle qu'elle ressort de la base de données européenne d’occupation biophysique des sols Corine Land Cover (CLC), est marquée par l'importance des territoires agricoles (95,4 % en 2018), une proportion identique à celle de 1990 (95,4 %). La répartition détaillée en 2018 est la suivante : 
cultures permanentes (68,7 %), zones agricoles hétérogènes (26,7 %), forêts (4,6 %). L'évolution de l’occupation des sols de la commune et de ses infrastructures peut être observée sur les différentes représentations cartographiques du territoire : la carte de Cassini (XVIIIe siècle), la carte d'état-major (1820-1866) et les cartes ou photos aériennes de l'IGN pour la période actuelle (1950 à aujourd'hui).

### Risques majeurs
Le territoire de la commune de Cazouls-d'Hérault est vulnérable à différents aléas naturels : météorologiques (tempête, orage, neige, grand froid, canicule ou sécheresse), inondations et séisme (sismicité faible). Il est également exposé à deux risques technologiques,  le transport de matières dangereuses et la rupture d'un barrage. Un site publié par le BRGM permet d'évaluer simplement et rapidement les risques d'un bien localisé soit par son adresse soit par le numéro de sa parcelle.

#### Risques naturels
Certaines parties du territoire communal sont susceptibles d’être affectées par le risque d’inondation par débordement de cours d'eau, notamment l'Hérault et la Boyne. La commune a été reconnue en état de catastrophe naturelle au titre des dommages causés par les inondations et coulées de boue survenues en 1982, 1986, 1994, 1996, 1997, 2014 et 2019,.
Cazouls-d'Hérault est exposée au risque de feu de forêt du fait de la présence sur son territoire. Un plan départemental de protection des forêts contre les incendies (PDPFCI) a été approuvé en juin 2013 et court jusqu'en 2022, où il doit être renouvelé. Les mesures individuelles de prévention contre les incendies sont précisées par deux arrêtés préfectoraux et s’appliquent dans les zones exposées aux incendies de forêt et à moins de 200 mètres de celles-ci. L’arrêté du 25 avril 2002 réglemente l'emploi du feu en interdisant notamment d’apporter du feu, de fumer et de jeter des mégots de cigarette dans les espaces sensibles et sur les voies qui les traversent sous peine de sanctions. L'arrêté du 11 mars 2013 rend le débroussaillement obligatoire, incombant au propriétaire ou ayant droit,.

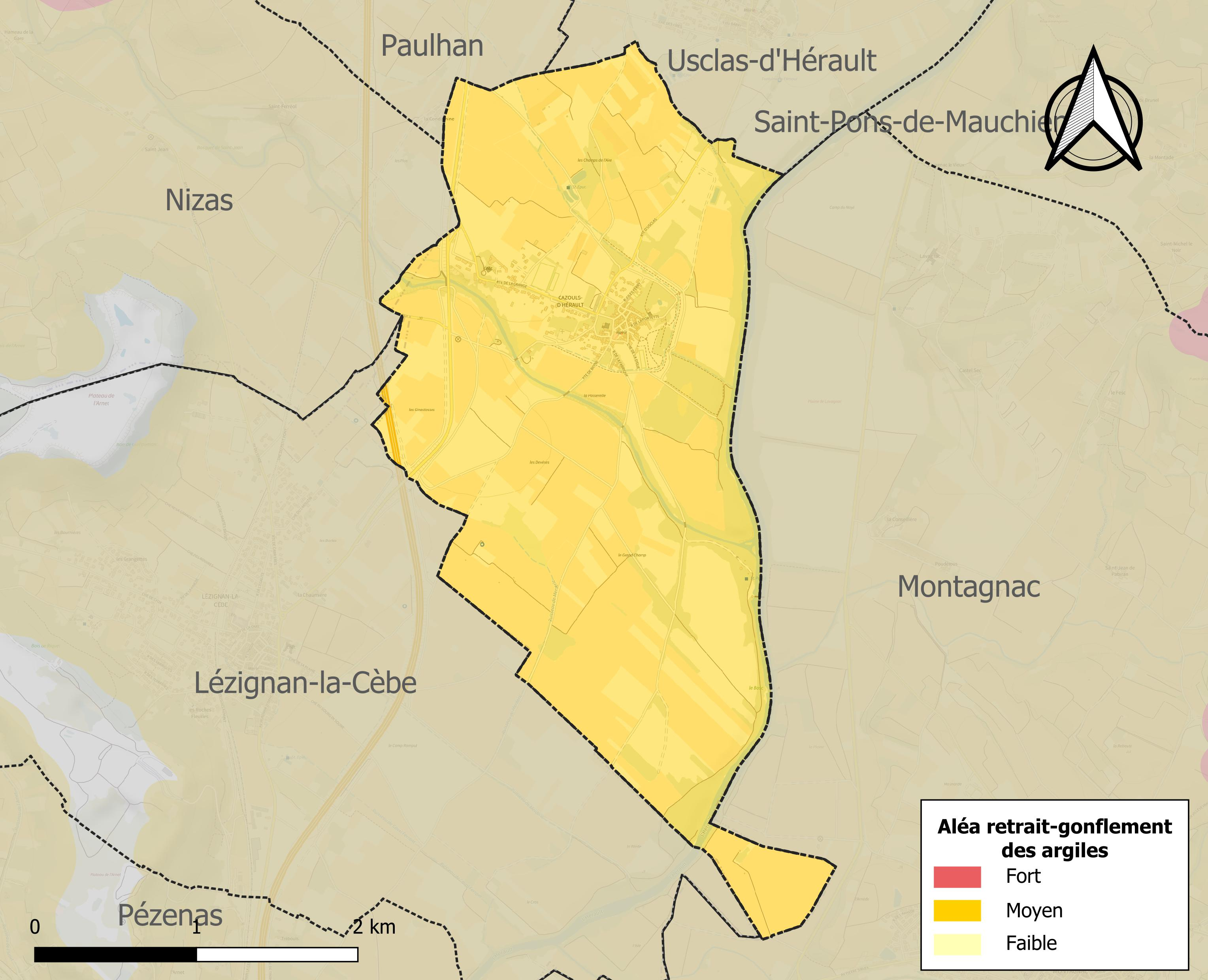
Carte des zones d'aléa retrait-gonflement des sols argileux de Cazouls-d'Hérault.

Le retrait-gonflement des sols argileux est susceptible d'engendrer des dommages importants aux bâtiments en cas d’alternance de périodes de sécheresse et de pluie. La totalité de la commune est en aléa moyen ou fort (59,3 % au niveau départemental et 48,5 % au niveau national). Sur les 239 bâtiments dénombrés sur la commune en 2019, 239 sont en aléa moyen ou fort, soit 100 %, à comparer aux 85 % au niveau départemental et 54 % au niveau national. Une cartographie de l'exposition du territoire national au retrait gonflement des sols argileux est disponible sur le site du BRGM,.
Par ailleurs, afin de mieux appréhender le risque d’affaissement de terrain, l'inventaire national des cavités souterraines permet de localiser celles situées sur la commune.

#### Risques technologiques
Le risque de transport de matières dangereuses sur la commune est lié à sa traversée par des infrastructures routières ou ferroviaires importantes ou la présence d'une canalisation de transport d'hydrocarbures. Un accident se produisant sur de telles infrastructures est susceptible d’avoir des effets graves sur les biens, les personnes ou l'environnement, selon la nature du matériau transporté. Des dispositions d’urbanisme peuvent être préconisées en conséquence.
La commune est en outre située en aval du Barrage du Salagou, un ouvrage de classe A sur le Salagou, mis en service en 1968 et disposant d'une retenue de 102 millions de mètres cubes. À ce titre elle est susceptible d’être touchée par l’onde de submersion consécutive à la rupture de cet ouvrage.

## Toponymie
Le lieu est appelé Casules en 822, Villa Casulos en 993, de Cazulis en 1173 puis de Casolis et de Casulis en 1195.

## Politique et administration
| Période                                  | Période  | Identité        | Étiquette | Qualité |
| ---------------------------------------- | -------- | --------------- | --------- | ------- |
| 1790                                     | 1792     | J.A. Carrière   |           |         |
| 1792                                     | 1802     | J.J. Pauzier    |           |         |
| 1802                                     | 1830     | G. Chauris      |           |         |
| 1830                                     | 1835     | J. Pons         |           |         |
| 1835                                     | 1836     | J.J. Pauzier    |           |         |
| 1836                                     | 1837     | J.L. Malric     |           |         |
| 1837                                     | 1841     | J. Pons         |           |         |
| 1841                                     | 1845     | G. Chauris      |           |         |
| 1845                                     | 1848     | J. Pons         |           |         |
| 1848                                     | 1870     | J. Salasc       |           |         |
| 1870                                     | 1876     | A. Lagriffoul   |           |         |
| 1876                                     | 1884     | A. Seremy       |           |         |
| 1884                                     | 1888     | B. Sicard       |           |         |
| 1888                                     | 1892     | J. Lagriffoul   |           |         |
| 1892                                     | 1904     | P. Pons         |           |         |
| 1904                                     | 1908     | L. Fabre        |           |         |
| 1908                                     | 1944     | G. Sicard       |           |         |
| 1944                                     | 1950     | E. Fabre        |           |         |
| 1950                                     | 1971     | E. Recoules     |           |         |
| 1971                                     | 1995     | Henri Catalan   |           |         |
| 1995                                     | 2002     | J.L. Cartayrade |           |         |
| 2002                                     | En cours | Henry Sanchez   | SE        |         |
| Les données manquantes sont à compléter. |          |                 |           |         |

## Démographie
L'évolution du nombre d'habitants est connue à travers les recensements de la population effectués dans la commune depuis 1793. Pour les communes de moins de 10 000 habitants, une enquête de recensement portant sur toute la population est réalisée tous les cinq ans, les populations de référence des années intermédiaires étant quant à elles estimées par interpolation ou extrapolation. Pour la commune, le premier recensement exhaustif entrant dans le cadre du nouveau dispositif a été réalisé en 2008.

En 2022, la commune comptait 413 habitants, en évolution de +2,48 % par rapport à 2016 (Hérault : +7,49 %, France hors Mayotte : +2,11 %).
| 1793 | 1800 | 1806 | 1821 | 1831 | 1836 | 1841 | 1846 | 1851 |
| ---- | ---- | ---- | ---- | ---- | ---- | ---- | ---- | ---- |
| 424  | 448  | 473  | 525  | 538  | 531  | 500  | 534  | 502  |

| 1856 | 1861 | 1866 | 1872 | 1876 | 1881 | 1886 | 1891 | 1896 |
| ---- | ---- | ---- | ---- | ---- | ---- | ---- | ---- | ---- |
| 540  | 578  | 544  | 486  | 540  | 500  | 500  | 517  | 536  |

| 1901 | 1906 | 1911 | 1921 | 1926 | 1931 | 1936 | 1946 | 1954 |
| ---- | ---- | ---- | ---- | ---- | ---- | ---- | ---- | ---- |
| 570  | 530  | 535  | 521  | 522  | 510  | 442  | 347  | 337  |

| 1962 | 1968 | 1975 | 1982 | 1990 | 1999 | 2006 | 2008 | 2013 |
| ---- | ---- | ---- | ---- | ---- | ---- | ---- | ---- | ---- |
| 343  | 315  | 330  | 302  | 283  | 272  | 302  | 312  | 394  |

| 2018 | 2022 | - | - | - | - | - | - | - |
| ---- | ---- | - | - | - | - | - | - | - |
| 410  | 413  | - | - | - | - | - | - | - |

## Économie

### Revenus
En 2018, la commune compte 189 ménages fiscaux, regroupant 415 personnes. La médiane du revenu disponible par unité de consommation est de 20 360 € (20 330 € dans le département).

### Emploi
|                | 2008   | 2013   | 2018   |
| -------------- | ------ | ------ | ------ |
| Commune        | 11,7 % | 13 %   | 13,1 % |
| Département    | 10,1 % | 11,9 % | 12 %   |
| France entière | 8,3 %  | 10 %   | 10 %   |

En 2018, la population âgée de 15 à 64 ans s'élève à 236 personnes, parmi lesquelles on compte 78,8 % d'actifs (65,7 % ayant un emploi et 13,1 % de chômeurs) et 21,2 % d'inactifs,. Depuis 2008, le taux de chômage communal (au sens du recensement) des 15-64 ans est supérieur à celui de la France et du département.
La commune fait partie de la couronne de l'aire d'attraction de Pézenas, du fait qu'au moins 15 % des actifs travaillent dans le pôle,. Elle compte 132 emplois en 2018, contre 63 en 2013 et 46 en 2008. Le nombre d'actifs ayant un emploi résidant dans la commune est de 157, soit un indicateur de concentration d'emploi de 83,8 % et un taux d'activité parmi les 15 ans ou plus de 57,7 %.
Sur ces 157 actifs de 15 ans ou plus ayant un emploi, 22 travaillent dans la commune, soit 14 % des habitants. Pour se rendre au travail, 91,7 % des habitants utilisent un véhicule personnel ou de fonction à quatre roues, 1,3 % les transports en commun, 4,5 % s'y rendent en deux-roues, à vélo ou à pied et 2,5 % n'ont pas besoin de transport (travail au domicile).

### Activités hors agriculture
31 établissements sont implantés  à Cazouls-d'Hérault au 31 décembre 2019. Le tableau ci-dessous en détaille le nombre par secteur d'activité et compare les ratios avec ceux du département,.
| Secteur d'activité                                                                                        | Commune | Commune | Département |
| Secteur d'activité                                                                                        | Nombre  | %       | %           |
| --- | ------- | ------- | ----------- |
| Ensemble                                                                                                  | 31      | 100 %   | (100 %)     |
| Industrie manufacturière, industries extractives et autres                                                | 1       | 3,2 %   | (6,7 %)     |
| Construction                                                                                              | 6       | 19,4 %  | (14,1 %)    |
| Commerce de gros et de détail, transports, hébergement et restauration                                    | 8       | 25,8 %  | (28 %)      |
| Information et communication                                                                              | 2       | 6,5 %   | (3,3 %)     |
| Activités financières et d'assurance                                                                      | 3       | 9,7 %   | (3,2 %)     |
| Activités immobilières                                                                                    | 1       | 3,2 %   | (5,3 %)     |
| Activités spécialisées, scientifiques et techniques et activités de services administratifs et de soutien | 5       | 16,1 %  | (17,1 %)    |
| Administration publique, enseignement, santé humaine et action sociale                                    | 2       | 6,5 %   | (14,2 %)    |
| Autres activités de services                                                                              | 3       | 9,7 %   | (8,1 %)     |

Le secteur du commerce de gros et de détail, des transports, de l'hébergement et de la restauration est prépondérant sur la commune puisqu'il représente 25,8 % du nombre total d'établissements de la commune (8 sur les 31 entreprises implantées  à Cazouls-d'Hérault), contre 28 % au niveau départemental.

### Agriculture
La commune est dans la « Plaine viticole », une petite région agricole occupant la bande côtière du département de l'Hérault. En 2020, l'orientation technico-économique de l'agriculture  sur la commune est la viticulture.
|               | 1988 | 2000 | 2010 | 2020 |
| ------------- | ---- | ---- | ---- | ---- |
| Exploitations | 38   | 20   | 13   | 13   |
| SAU (ha)      | 261  | 107  | nd   | 178  |

Le nombre d'exploitations agricoles en activité et ayant leur siège dans la commune est passé de 38 lors du recensement agricole de 1988  à 20 en 2000 puis à 13 en 2010 et enfin à 13 en 2020, soit une baisse de 66 % en 32 ans. Le même mouvement est observé à l'échelle du département qui a perdu pendant cette période 67 % de ses exploitations,. La surface agricole utilisée sur la commune a également diminué, passant de 261 ha en 1988 à 178 ha en 2020. Parallèlement la surface agricole utilisée moyenne par exploitation a augmenté, passant de 7 à 14 ha.

## Culture locale et patrimoine

### Lieux et monuments
- Château de Cazouls-d'Hérault.
- Digue de protection contre les inondations.
- Église Saints-Pierre-et-Paul de Cazouls-d'Hérault.

### Héraldique
|  | Les armoiries de Cazouls-d'Hérault se blasonnent ainsi : D'or, au pairle losangé d'argent et de sable. |

## Sports
L'Association sportive cazouline du tambourin porte les couleurs de la commune en balle au tambourin. L'ASCT remporte en 2010 la Coupe de France masculine et le championnat de France féminin.

### Fonds d'archives
- Fonds : Archives communales de Cazouls-d'Hérault (1327-1992) [7,80 ml].  Cote : 68 EDT. Montpellier : Archives départementales de l'Hérault (présentation en ligne).